# Live Earth Amburgo
Il Concerto Live Earth di Amburgo ha avuto luogo il 7 luglio 2007 presso l'AOL Arena della città tedesca.

## Ordine delle esibizioni
In ordine di apparizione:
- Shakira  - "Don't Bother", "Inevitable", "Dia Especial" con Gustavo Cerati, "Hips Don't Lie"
- Snoop Dogg - "The Next Episode", "Ups And Downs", "Snoop's Upside Ya Head", assolo da "I Wanna Love You" di Akon, "Drop It Like It's Hot", "Who Am I (What's My Name)?"
- Roger Cicero - "Frauen Regieren Die Welt", "Zieh Die Schuh Aus"
- MIA. - "Tanz Der Molekule", "Engel"
- Sasha - "Lucky Day", "Coming Home", "Chemical Reaction"
- Stefan Gwildis - "Tanz Uber", "Sie en Richtiger Mensch"
- Marquess - "Vayamos Companeros"
- Maria Mena - "Sorry", "Just Hold Me"
- Silbermond - "Lebenszeichen", "Zeit Für Optimisten"
- Michael Mittermeier
- Chris Cornell - "You Know My Name", "Arms Around Your Love", "Wide Awake", "Black Hole Sun"
- Enrique Iglesias - "Be With You", "Bailamos", "Escape"
- Jan Delay - "Klar", "Feuer", "Türlich"
- Juli - "Wir Beide", "Perfekte Welle"
- Katie Melua - "Nine Million Bicycles", "It's Only Pain (Heaven & Earth)", "On the Road Again", "Spider's Web" and "Thank You, Stars"
- Lotto King Karl - "Gilaube Liebette Hoffung", "Hamburg Meineperle"
- Maná
- Mando Diao - "Ode To Ochrasy", "Long Before Rock N'Roll"
- Reamonn con Ritmo Del Mundo - "Serpentine", "Tonight (con Buena Vista Social Club)"
- Revolverheld
- Samy Deluxe - "Weck Mick Auf"
- Yusuf Islam/Cat Stevens - "Where Do the Children Play?/Midday", "Saturn", "Wild World" e "Peace Train"

Presentatori:
- Katarina Witt
- Bianca Jagger
- Gülcan

## Copertura mediatica
L'evento è stato diffuso via internet da MSN in tutto il mondo.